# Tetsuo Kurata
Tetsuo Kurata (jap. 倉田てつを Kurata Tetsuo; ur. 11 września 1968 w Tokio) – japoński aktor i przedsiębiorca. Jego prawdziwe nazwisko to Tetsuo Takayama (jap. 高山哲夫 Takayama Tetsuo). Jest najbardziej znany z roli Kōtarō Minamiego, głównego bohatera seriali Kamen Rider BLACK i jego kontynuacji Kamen Rider BLACK RX.

## Życiorys
Tetsuo Kurata urodził się w 1968 roku w Tokio. Jego kariera aktorska zaczęła się w styczniu 1987. Kurata przyznał osobiście w jednym z wywiadów, że po skończeniu liceum planował kontynuować naukę na uniwersytecie, jednak nie zdał egzaminu wstępnego. To spowodowało, że nie miał pewności co zrobić dalej. Dzięki informacji od znajomego, Kurata zgłosił się na casting do nowej odsłony Kamen Ridera – Kamen Rider BLACK. Początkowo nie chciał tego zrobić, jednak zmienił zdanie, gdy usłyszał, że odtwórca głównej roli otrzyma zapłatę w wysokości 1000000 ¥. Nie był pewny do końca, czy zostanie wybrany do odtworzenia roli Kōtarō Minamiego, jednak werdyktem autora serialu – Shōtarō Ishinomoriego, Kurata został ostatecznie wybrany do grania roli głównej spośród 8000 innych kandydatów. Przed kręceniem zdjęć, Tetsuo przeszedł szereg treningów sztuk walki, ćwiczeń gimnastycznych, aktorskich, a nawet wokalnych – zaśpiewał tytułową piosenkę do serialu.
Serial zyskał ogromną popularność, zaś Tetsuo od tej pory był kojarzony prawie wyłącznie z rolą Kōtarō. Po 51 odcinkach BLACKA, twórcy serialu postanowili przedłużyć kontrakt z Kuratą i w 1988 roku nakręcić sequel zatytułowany Kamen Rider BLACK RX. Druga część przygód Kōtarō zyskała mniejszą famę niż pierwsza, głównie z powodu nieco lżejszego tonu i mniej dramatycznej fabuły. Sam aktor stwierdził później, że osobiście wolał BLACKA niż RX dlatego, że w drugiej serii był nadmiar scen komediowych nad poważnymi. Po zakończeniu RX, rozniosła się plotka, że Tetsuo nie zagra więcej Kōtarō aby nie zostać tzw. "aktorem jednej roli".
Po prawie 10 latach od zakończenia kariery, Kurata postanowił wrócić do grania i użyczył głosu do gry Kamen Rider: Seigi no keifu. Pojawił się w programie kulinarnym, w którym pokonał w pojedynku na gotowanie Takayukiego Tsubaki – odtwórcę tytułowej roli w serialu Kamen Rider Blade. Kurata założył w Tokio restaurację "Billy the Kid" serwującą wołowinę. W 2009 roku zagrał w serialu Kamen Rider Decade ponownie wcielając się w rolę Kōtarō.

## Wybrana filmografia
- 1987: Kamen Rider Black (Kōtarō Minami/Kamen Rider Black)
- 1988: Kamen Rider Black RX (Kōtarō Minami/Kamen Rider Black RX)
- 1992: Ludzie, którzy walczą (Shōji Matsuoka)
- 2009: Kamen Rider Decade (Kōtarō Minami)